# König-Mindaugas-Berufsbildungszentrum

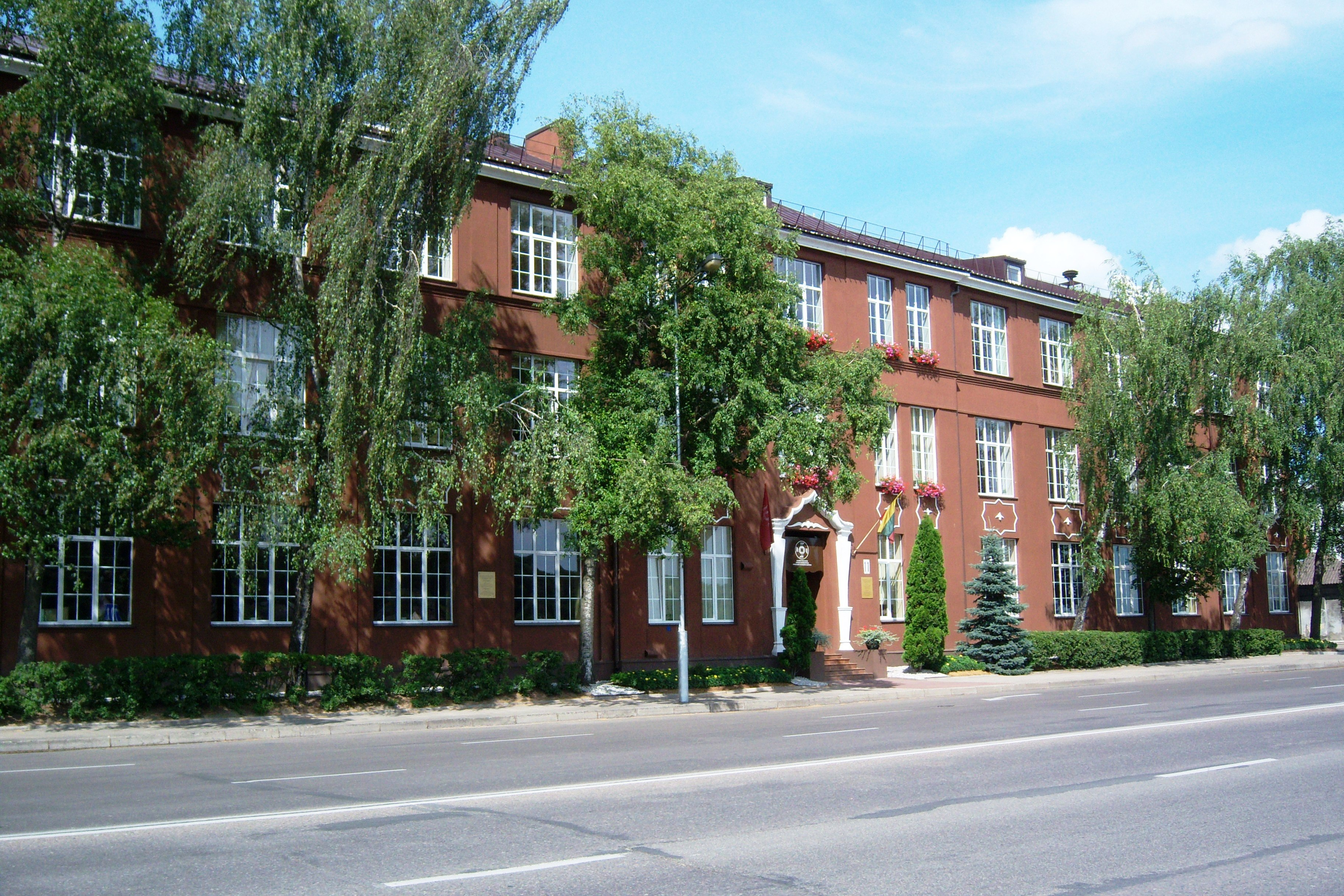
König-Mindaugas-Berufsbildungszentrum

Das König-Mindaugas-Berufsbildungszentrum (lit. Karaliaus Mindaugo profesinio rengimo centras, Karaliaus Mindaugo PRC) ist eine Berufsschule mit der allgemeinen Bildung und Gymnasiums-Abteilung in der zweitgrößten litauischen Stadt Kaunas. Im Jahr 2014 besuchten 3205 Schüler die Schule.
Die Vorgängerschule wurde 1944 und das heutige Berufsbildungszentrum 1994 gegründet. 1994 lernten dort 681 Schüler.
Die Rechtsform ist Viešoji įstaiga. 2003 wurde es von „International Education Society“ (IES) zertifiziert. Es gibt Niederlassungen in Juknaičiai (Rajongemeinde Šilutė), Nida, Aukštadvaris (Rajongemeinde Trakai) und Palanga.
Adresse: Karaliaus Mindaugo prospektas 11, LT – 44287 Kaunas.

## Direktor

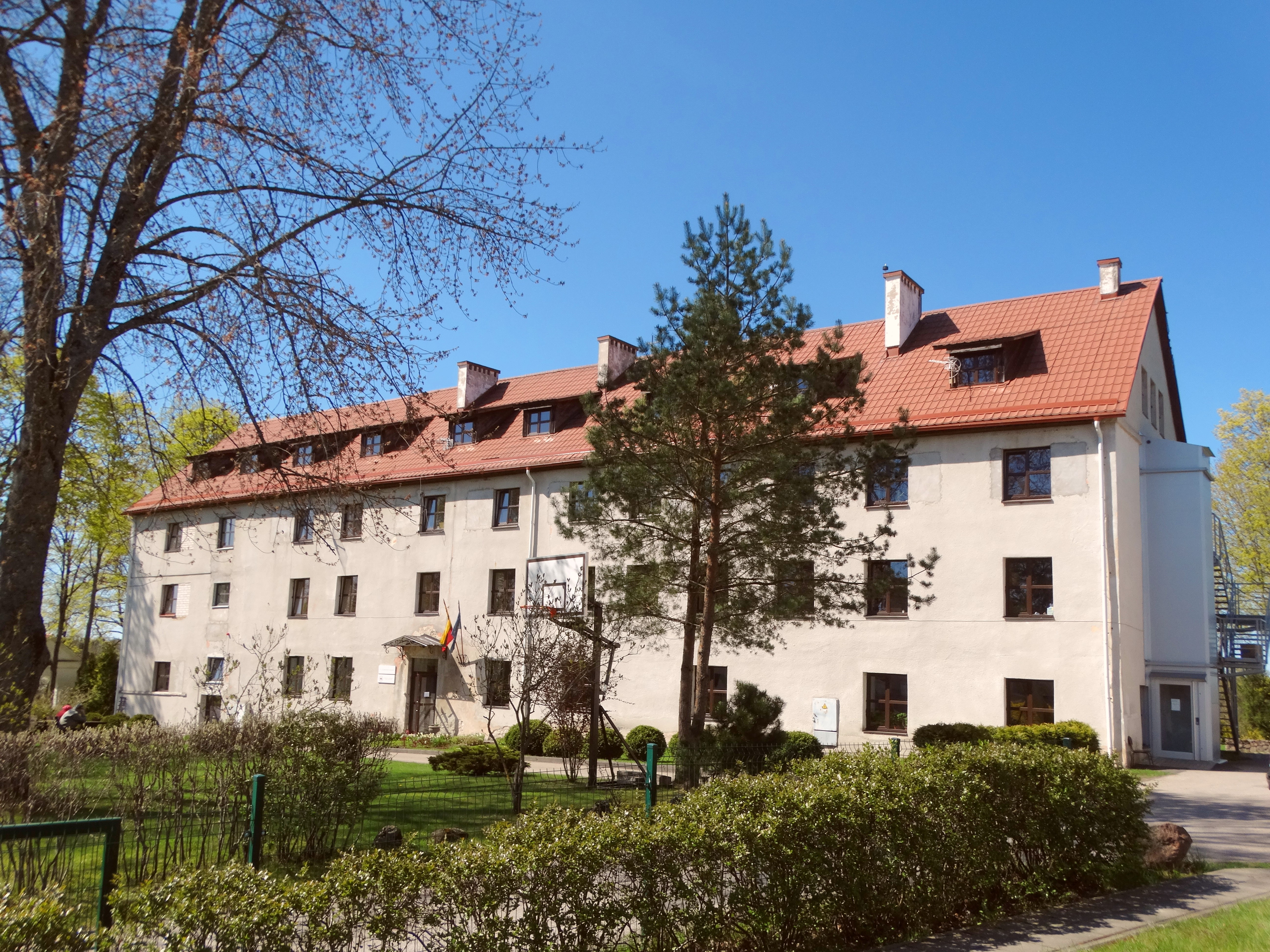
Abteilung Aukštadvaris

- Laimutė Anužienė
- Rimantas Laužackas (1950–2009)

## Mitarbeiter
Von 503 Mitarbeitern (2014) sind 78 (16 %) Lehrer der allgemeinen Bildung, 280 (60 %) Berufslehrer, 15 (3 %) Lehrer der nicht formalen Bildung, 10 (2 %) Spezialisten-Pädagogen, davon 2 Sozialpädagogen, 2 methodische Lehrer, 1 Psychologe, 5 Erzieher im Wohnheim. Von 350 Lehrern 18 sind promoviert (Dr.), 8 Doktoranden und 122 Magister.

## Ehemalige Lehrer
- Dainius Varnas (* 1971), Politiker, Mitglied des Seimas
- Genoveita Krasauskienė (* 1952),  Politikerin,   Vizeministerin für Bildung und Wissenschaft